# Türk Willys Overland
 (mai 2025).
Türk Willys Overland Ltd est une entreprise turque implantée à Tuzla, près d'Istanbul, filiale de la société américaine Willys-Overland, créée avec la société Verdi Ticaret Ltd qui importait jusqu'alors les Jeep Willys directement des États-Unis.
L'usine a assemblé des Jeep CJ2B à partir de 1954, ainsi que des CJ-5 en CKD, avec des composants importés des États-Unis. Par la suite, la part des composants locaux a augmenté, le châssis, la carrosserie et certains équipements électrique étaient fabriqués localement. La Jeep CJ3B était identique à la version originale américaine mais, au cours des dernières années de fabrication, des adaptations originales locales ont vu le jour.
La production de la Tuzla Willys a pris fin en 1975.